# 无尘塔
25°34′25″N 118°33′13″E / 25.57361°N 118.55361°E
无尘塔位于中国福建省仙游县西苑乡凤顶村（原属凤山乡），2006年被列为第六批全国重点文物保护单位。
无尘塔始建于唐咸通六年（865年），宋初重建。塔坐北朝南，八角五级，仿木楼阁式，石质，内部空心，高15.56米，底层平座直径6.45米。